# USS Nautilus (SSN-571)
Lo USS Nautilus (SSN-571) è stato un sottomarino della United States Navy, unica nave della sua classe. È considerato una pietra miliare nella storia della navigazione per essere stato il primo sottomarino a propulsione nucleare del mondo, oltre ad essere il primo sottomarino ad aver attraversato il Polo Nord in immersione. Oggi è una nave museo visitabile allo Submarine Force Museum di Groton, Connecticut (di cui costituisce l'elemento più importante).

## Storia
Nel luglio 1951 il Congresso americano autorizzò la costruzione di un sottomarino a propulsione nucleare, pianificata e supervisionata dal capitano Hyman Rickover.
Poiché si sapeva già che sarebbe stato un battello rivoluzionario, si decise di chiamarlo Nautilus, come il leggendario sottomarino del romanzo di Jules Verne e come lo USS Nautilus, che si era distinto durante la seconda guerra mondiale.
La costruzione iniziò il 14 giugno 1952 presso i cantieri della General Electric a Groton.
Venne varato il 21 gennaio 1954 e la madrina fu la First Lady Mamie Eisenhower. 
Durante le prove in mare, si dimostrò talmente veloce in immersione che, secondo alcuni resoconti dell'epoca, alcune tavole di legno che ricoprivano il ponte furono strappate via.

### Impiego operativo
L'unità entrò ufficialmente in servizio nell'aprile 1955. Il 10 maggio compì una crociera in immersione di 2.000 km passando per New London, San Juan e Porto Rico: all'epoca si trattò del più lungo viaggio in immersione di un sottomarino a velocità sostenuta.
Nell'ambito della guerra fredda, questo costituiva un grande vantaggio per gli USA rispetto all'URSS (fino al 1958, quando entrò in servizio il K-3) e portò all'effettiva nascita del sottomarino, diverso dal sommergibile. 
In seguito al successo dello Sputnik, il presidente Eisenhower decise di dare a sua volta una dimostrazione di parità tecnologica, quindi ordinò alla marina di far compiere al Nautilus un viaggio sotto il Polo Nord (la cosiddetta Operazione "Sunshine"). 
Il Nautilus, al comando di William R. Anderson, partì da Groton il 19 agosto 1957 ma dovette rinunciare a causa della profondità eccessiva del ghiaccio. Il sottomarino partì per un secondo tentativo il 23 luglio 1958 da Pearl Harbor, dirigendosi verso lo stretto di Bering. 
Il sottomarino passò sotto il polo nord geografico alle 23:15 del 3 agosto (ora della nave) e navigò per altri quattro giorni prima di riemergere a largo della Groenlandia.
Per comunicare a Washington il compimento della missione, il comandante Anderson trasmise via radio il messaggio:
e l'8 agosto venne portato in elicottero alla Casa Bianca per essere insignito da Eisenhower della Legion of Merit. L'equipaggio ricevette invece la Presidential Unit Citation. 
Il Nautilus fece scalo all'isola di Portland e ricevette la Unit Citation (la prima mai emessa in tempo di pace) dall'ambasciatore statunitense nel Regno Unito John H. Whitney. Il battello attraversò poi l'Atlantico e raggiunse New London il 29 ottobre. 
Nell'ottobre 1962, il sottomarino prese parte al blocco navale di Cuba.
Il 10 novembre 1966 durante un'esercitazione, si scontrò con la portaerei USS Essex mentre si trovava a bassa profondità e subì gravi danni alla vela. Venne in seguito riparato a Portsmouth e prese parte ad altre esercitazioni al largo della costa sud-orientale degli Stati Uniti. Tornò a New London nel dicembre 1968 e operò con il Submarine Squadron 10 per il resto della sua vita operativa.

### Destino

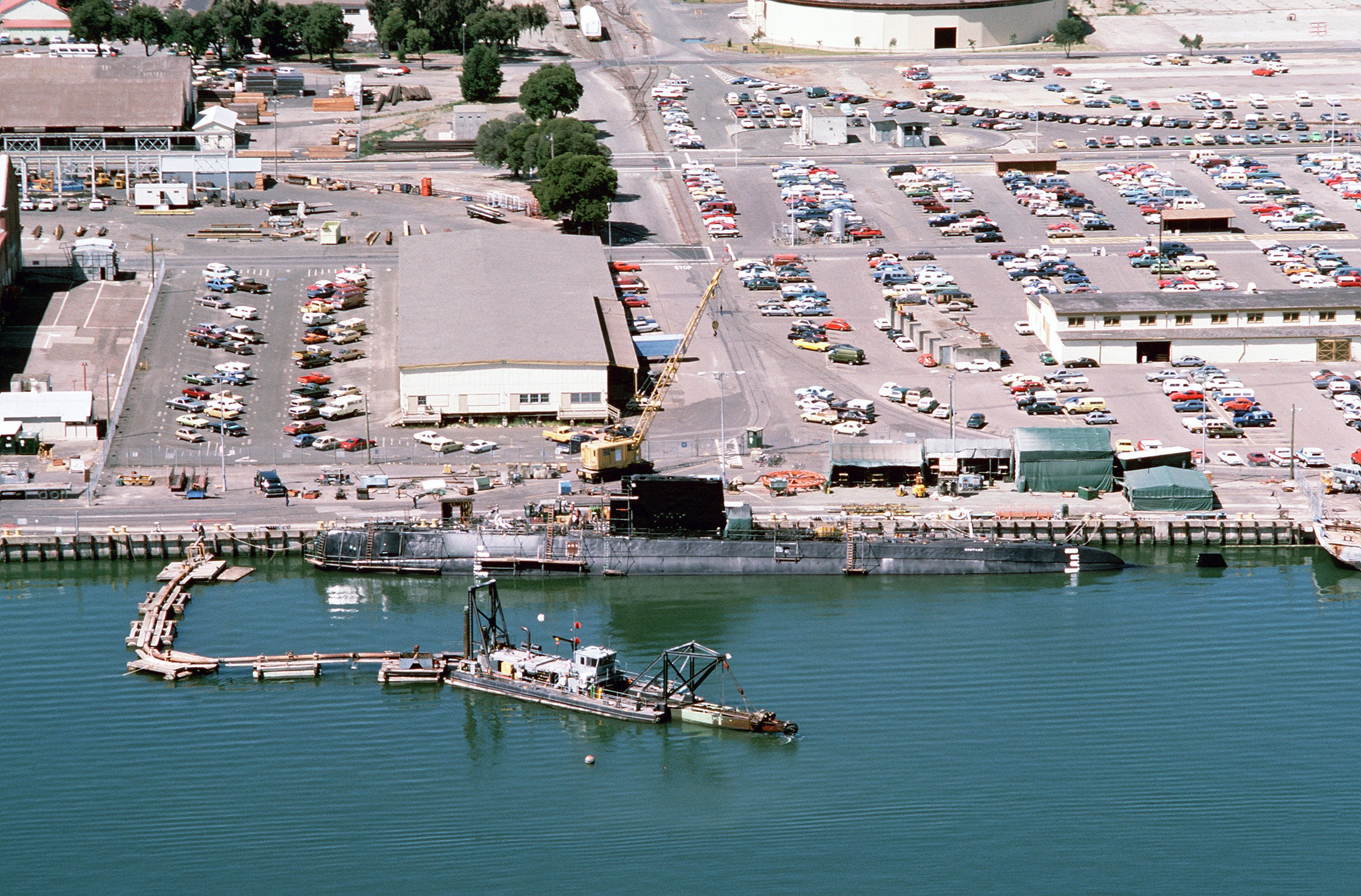
Il Nautilus a Mare Island nel 1985

Durante la seconda parte della guerra fredda si ebbe un rapido progresso della tecnologia dei sottomarini e della lotta antisommergibile: questi resero il Nautilus obsoleto.
Si decise di preservare il sottomarino e di inviarlo al Mare Island Naval Shipyard per la sua conversione in una nave museo. Il Nautilus partì da Groton il 9 aprile 1979 e giunse a destinazione il 26 maggio 1979. L'unità venne ufficialmente ritirata dal servizio il 30 marzo 1980.

Alla fine dei lavori il sottomarino fu rimorchiato nuovamente a Groton, dove arrivò il 6 luglio 1985. L'11 aprile 1986 venne aperto al pubblico presso lo U.S Navy Submarine Force Museum, sul fiume Thames, dove si trova tuttora.

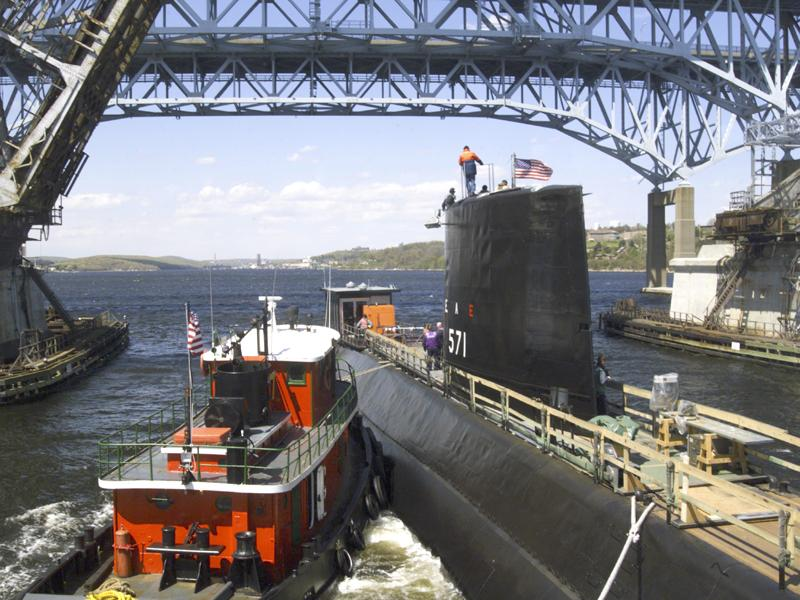
Il Nautilus a Groton l'8 maggio 2002

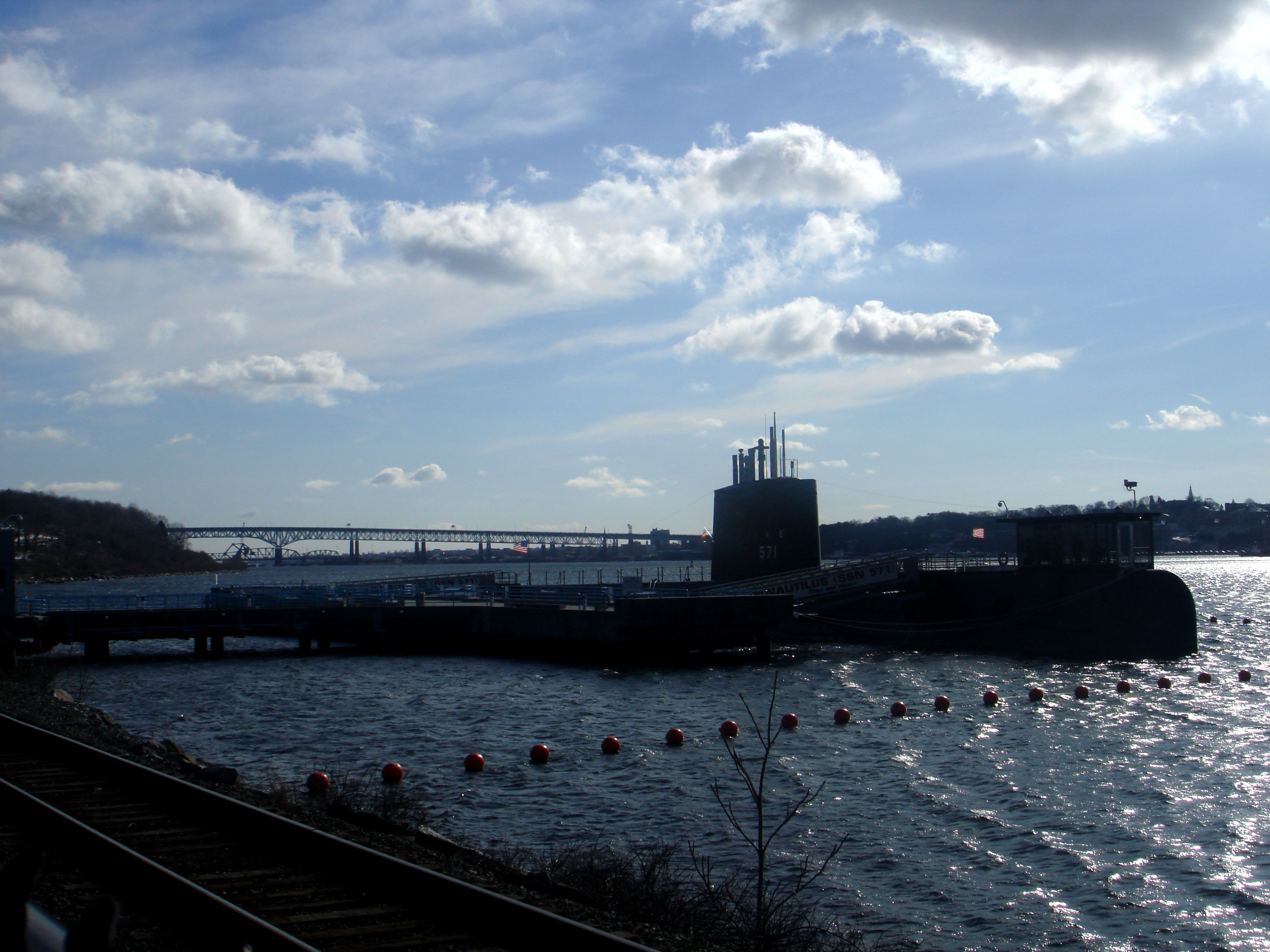
Un'immagine del Nautilus del 2007